# Парнов Єремій Іудович
Єремій Іудович Парнов (рос. Ереме́й Иу́дович Парно́в, 20 жовтня 1935, Харків — пом.18 березня 2009, Москва) — радянський та російський письменник-фантаст та автор детективів, журналіст та критик.

## Біографія
Єремій Парнов народився у 1935 році в Харкові. У 1959 році він закінчив Московський торф'яний інститут (зараз — Тверський державний технічний університет), після закінчення якого працював у НДІ «Зарубіжгеологія». Захистив кандидатську дисертацію на тему «Водні розчини неелектролітів». Тривалий час Парнов працював спеціальним кореспондентом спочатку газети «Правда» у В'єтнамі, пізніше «Літературної газети» в Південній та Центральній Азії. За час перебування на азійському континенті Єремій Парнов побував у багатьох, у тому числі важкодоступних місцинах, у тому числі в Гімалаях та в Тибеті, а також займався вивченням міфів, легенд та вірувань різних народів.
Розпочав друкуватися Єремій Парнов у 1961 році, більшість фантастичних творів 60-х років ХХ століття письменник написав у співавторстві з Михайлом Ємцевим. У 60-х роках ХХ століття Парнов входив до неформального московського гуртка письменників-фантастів, організованого за ініціативою Сергія Жемайтіса, який збирався у редакції фантастики видавництва «Молода гвардія» (до цього гуртка входили також Аркадій Стругацький, Север Гансовський, Анатолій Дніпров, Роман Подольний, Михайло Ємцев, Дмитро Біленкін, Аріадна Громова, Олександр Мірер). У 1966 році Парнов взяв участь у написанні фантастичної повісті-буріме «Ті, що летять крізь мить». У 1967 році Єремій Парнов став членом Спілки письменників СРСР. Парнов обирався співголовою Ради з пригодницької та науково-фантастичної літератури Спілки Письменників СРСР, і як представник радянських фантастів обирався президентом і віце-президентом Європейської асоціації наукової фантастики, а також Всесвітньої асоціації наукової фантастики.
Останні роки свого життя письменник важко й тривало хворів. Важким ударом для нього була смерть дружини, відомого наукового журналіста і письменника Олени Кнорре. Помер Єремій Парнов 18 березня 2009 року в Москві, у Боткінській лікарні. Похований письменник на Востряковському кладовищі.

## Літературна творчість
Літературну творчість Єремій Парнов розпочав у 1961 році публікацією разом із своїм співавтором Михайлом Ємцевим оповідання «Секрет безсмертя». Більшість творів 60-х років ХХ століття Парнов написав у співавторстві з Ємцевим, найвідомішими серед них у Радянському Союзі були «Рівняння з блідого Нептуна», «Море Дірака», «Остання подорож полковника Фосетта». Проте у Західній Європі та США найвідомішим твором цього дуету письменників вважається роман «Душа світу», який перекладений англійською мовою та виданий у 1978 році із передмовою Теодора Стерджона, який вважав цей роман незвичайним.
У 70-х роках творчий дует Парнова і Ємцева розпався. Після цього Єремій Парнов писав переважно історичні, а також детективні романи з елементами містики. Серед його творів 70-80 років ХХ століття виділяються історичні романи «Секретний в'язень» про долю Ернста Тельмана, «Посіви бурі» про латиського письменника Яна Райніса, «Витязь честі» про Шандора Петефі. Свою книгу «Коло чудес і перетворень» він присвятив життю і творчості Шекспіра, і за неї він отримав особисту подяку від британської королеви. Свої подорожі по азійських країнах, у тому числі свою зустріч з Далай-ламою, письменник описав у низці творів, які увійшли до збірки «Дракони грому» (1981), а також у книзі "Боги лотосу" (1980). Проте найбільш відомими творами Єремія Парнова не тільки цього періоду, а й за весь період його творчості, вважаються романи, які склали трилогію про інспектора карного розшуку Люсіна: «Скринька Марії Медічі», «Третє око Шиви» і «Александрійська гема». У цих романах поєднані не лише детективний сюжет, але й елементи фантастики, а також і містики. Серед інших творів письменника цього періоду виділяється також фантастична повість «Прокинься у Фамагусті». У 1985 році письменник опублікував науково-популярну книгу «Трон Люцифера», в якій описана історія окультизму та магії, а також ведеться мова про захоплення окультними науками в новітні часи, на фоні розвитку науки. а також комп'ютеризації суспільства. За цю книгу Єремія Парнова жорстко критикували представники як владних структур, так і представники російських націонал-патріотичних угуповань. які почали на той час набирати силу, звинувачуючи письменника то в містицизмі, то в жидомасонстві. Православна церква пізніше звинуватила Парнова в тому, що ця книга є завуальованим підручником окультизму. До окультної тематики письменник звертався неодноразово пізніше, у творах «Секта», «Бог павутини», «Тайнопис Апокаліпсису». Своєрідним продовженням «Трону Люцифера» є інша документальна книга автора «Тінь Люциферового крила», яка вийшла в 2009 році, в рік смерті письменника. Єремій Парнов також написав низку науково-популярних книг, зокрема «Фантастика у вік НТР», «Зеркало Уранії», «Розповідь про торф», «Два океани нашої землі» та інших. Загальний тираж творів Парнова перевищив 10 мільйонів екземплярів книг. У 1990-200-х роках вийшла друком збірка творів письменника в 12 томах.
Єремій Парнов відомий не тільки як письменник, а і як укладач антологій та літературний критик. Він є автором численних статей, присвячених фантастичним творам як радянських, так і зарубіжних письменників-фантастів, зокрема, він написав післямову до роману Кіта Педлера та Джеррі Девіса «Мутант-59», яка вийшла друком в 1975 році російською мовою.

## Нагороди та премії
Єремій Парнов нагороджений орденом «Знак Пошани». У 1976 році отримав премію Єврокона як найкращий письменник-фантаст СРСР, а в 1984 році він отримав спеціальну нагороду «Єврокону». Тричі — в 1968, 1974 та 1982 роках — письменник отримував премію всесоюзного товариства «Знання». Також у 1973 році Єремій Парнов отримав премію «За творчість у області наукової фантастики соціалістичних країн», у 1981 році отримав премію «Золоті крила фантазії», а в 1983 році отримав спільну премію МВС СРСР і Спілки письменників СРСР.

## Переклади
Твори Єремія Парнова перекладені 38 мовами світу, зокрема англійською, латиською, польською, литовською, французькою, угорською та багатьма іншими. Українською мовою перекладено ряд оповідань письменника, які написані у співавторстві з Михайлом Ємцевим.

## Фільмографія
Єремій Парнов написав сценарій до фільму «Скринька Марії Медічі», який створений за однойменним романом письменника, та знятий у 1980 році на кіностудії «Мосфільм».